# Ипе Макруф
И́пе Макру́ф (индон.  Ipe Ma’roef; 11 ноября 1938, Банда-Оло, Паданг) — индонезийский художник, мастер графики и акварельной живописи. По национальности минангкабау. Полное имя Исмет Паша Макруф (индон.  Ismet Pasha Ma’roef ).

## Краткая биография
В 1956 году окончил среднюю школу. Присоединился к организации «Молодые деятели культуры Индонезии», где занимался живописью под руководством Суджойоно. Поступил в Академию живописи Индонезии (Джокьякарта), но не смог учиться из-за финансовых затруднений. Однако смог взять несколько уроков у Аффанди. Позднее переехал на Бали, где работал дизайнером керамики и одновременно учился на факультете живописи Бандунгского технологического института (БТИ). В настоящее время преподаёт живопись в БТИ.

## Творчество
Работал в рекламном бюро «Интервиста», иллюстратором популярных журналов «Каванку» (Мой друг), «Фемина» (Женщина), "Гадис (Девушка), «Си Кунчунг» (Хохолок), «Хорисон» (Горизонт), а также книг издательства «Пустака Джая». Обосновавшись в Парке Исмаила Марзуки (Джакарта), рисовал плакаты.
Его эскизы и зарисовки повседневной жизни отличаются точностью формы и умением передать атмосферу событий. В своих рисунках он никогда не изображает огонь и избегает использования ярко-красных красок, ибо считает, что красный цвет вызывает агрессию. Среди известных работ «Гора Нгарай» (1990), «Танцовщица с веером» (1992), «Пейзаж» (2008).
Принимал участие во многих коллективных выставках (в том числе совместно с Сумартоно в 1980 году в Картинной галерее Джакарты и в 1994 году в Галерее на ул. Церкви Св. Терезии). В 1958, 1995 и в 2006 гг. состоялись персональные выставки (последняя в Парке Исмаила Марзуки). Работы художника хранятся во многих галереях Индонезии, в том числе в галерее «Миллениум» и галерее Фадли Зона в Джакарте.

## Семья
- Жена Джамила, 8 детей (шесть сыновей и две дочери)

## Впечатление
«Ипе Макруф не просто иллюстратор. Его иллюстрации — это работы мастера. Необычность и оригинальность линий в произведениях художника оказали большое влияние на развитие индонезийской графики» — Джим Супангкат